# Neochromadora craspedota
Neochromadora craspedota is een rondwormensoort uit de familie van de Chromadoridae. De wetenschappelijke naam van de soort is voor het eerst geldig gepubliceerd in 1916 door Steiner.